# Agustín Yáñez
Pour les articles homonymes, voir Yáñez.
Agustín Yáñez Delgadillo (né à Guadalajara en 1904, mort à Mexico en 1980) est un écrivain, essayiste, et homme politique mexicain.
Agustín Yáñez est un important romancier de la période qui a suivi la révolution mexicaine. Il a introduit des techniques narratives modernes dans ses récits. Son roman paru en 1947, Demain la tempête (Al filo del agua), est un roman précurseur du boom latino-américain.

## Œuvres

### Essais
- Fray Bartolomé de las Casas, el conquistador conquistado (1942)
- El contenido social de la literatura iberoamericana (1943)
- Alfonso Gutiérrez Hermosillo y algunos amigos (1945)
- El clima espiritual de Jalisco (1945)
- Fichas mexicanas (1945)
- Yahualica (1946)
- Discursos por Jalisco (1958)
- La formación política (1962)
- Moralistas franceses (1962)
- Proyección universal de México (1963)
- Días de Bali (1964)
- Conciencia de la revolución (1964)
- Dante, concepción integral del hombre y de la historia (1965)
- Discursos al servicio de la educación pública (1964, 1965, 1966)

### Prose
- Ceguera roja (1923)
- Tipos de actualidad (1924)
- Divina floración (1925)
- Llama de amor viva (1925)
- Por tierras de Nueva Galicia (1928)
- Baralipton (1931)
- Espejismo de Juchitlán (1940)
- Genio y figuras de Guadalajara (1941)
- Flor de juegos antiguos (1942)
- Esta es mala suerte (1945)
- Melibea, Isolda y Alda en tierras cálidas (1946)
- Los sentidos del aire, Episodios de Navidad (1948)
- Tres cuentos (1964)

### Romans
- Pasión y convalecencia (1943)
- Al filo del agua (1947)
- La creación (1959)
- La tierra pródiga (1960)
- Ojerosa y pintada (1960)
- Las tierras flacas (1962)
- Perseverancia final (1967)
- Las vueltas del tiempo (1973)
- La ladera dorada (1978)
- Santa Anna, espectro de una sociedad (1981)

### Roman traduit en français
- Demain la tempête (Al filo del agua), traduit du mexicain par Mathilde Pomès, préface de Carlo Coccioli, Plon, 1961.

## Critique
- Carlos Fuentes : « Nous avions jusqu'alors une littérature marquée par une grande tradition rurale, ainsi que par la révolution mexicaine. Les thèmes abordés s'emboîtaient entre la province, les petites villes, la campagne et les événements de 1910. Cette veine a culminé avec Demain la tempête d'Agustín Yáñez, en 1947, Pedro Páramo de Juan Rulfo, en 1955. Après ces deux grands romans, de véritables chefs-d’œuvre, il n'était plus possible d'ajouter quoi que ce soit, tout était dit. Qui pourrait encore parler d'un cacique mieux que Juan Rulfo? Qui pourrait encore parler de l’Église et des villages comme l'a fait Yáñez ? »[1]